# 飞行模式

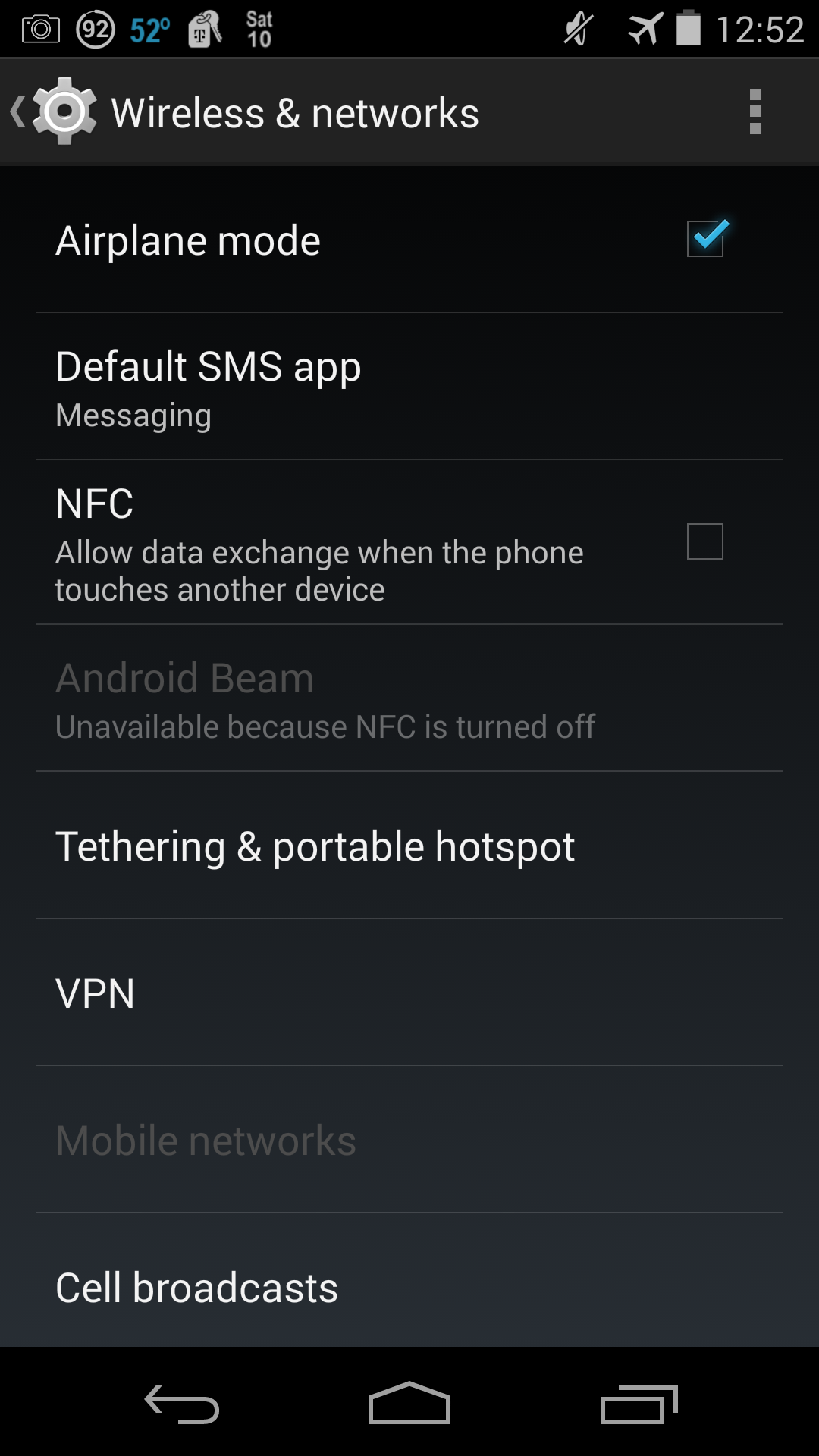
Nexus 5正处于飞行模式，螢幕畫面上方狀態列會有一個飛機圖示

飞行模式（英语：Airplane mode，又譯作「飞航模式」、「飛安模式」）是指手机的一种状态，可以关闭SIM卡的信号收发装置。绝大多数航空公司禁止在飞机上使用射频信号发射设备，飞行模式因可以避免这类信号的发射而得名。

## 概况
手机的飞行模式又叫航空模式或飛航模式，手机的通讯功能被暂停，与基站没有联系，从而避免因手机信号的发射和接收干扰飞机上电子设备的正常运行。而关于手机信号会不会干扰飞机电子通讯的争论已持续了数十年，至今仍无定论。行動電話開啟飛航模式后，基本上不會有太多的輻射。

## 专利
目前世界上有3家科技公司均宣称拥有飞行模式的专利权，分别是高通、华为和诺基亚。其中，高通于2000年2月在美國取得“飞行模式”专利，而华为于2001年取得其中國专利，并于2005年通过审核。此后由于诺基亚也推出了飞行模式，华为与诺基亚展开了一场关于“飞行模式”的专利大战，最终诺基亚被迫修改飞行模式为“离线模式”。然而「飛行模式」专利的归属至今依然存在争议。

## 民航方面
部份國家已開放在飛機爬升到巡航高度後，可在開啟手機的飛航模式之下使用手機，但在起飛及降落階段仍需關閉手機。但各国于近年开始允许民航班机在飞行的全部过程中打开手机飞行模式，美国自2013年10月起解禁，欧盟自2013年12月起解禁，香港、日本自2014年9月起解禁，巴西于2014年10月底解禁。有些航空公司的部份飛機上提供Wi-Fi上網及手機通話的服務，手機無需開啟飛航模式即可上網或通話。

### 中华人民共和国（中国大陆）
中国民用航空局在2017年前要求中华人民共和国籍航空公司在航班飞行过程中，尤其是飞机起降时广播要求关闭包括飞行模式在内的所有手机。2017年9月18日，中国民航局发布《大型飞机公共航空运输承运人运行合格审定规则》第五次修订稿，修订稿中规定，自10月起，中国民航局将解除在飞机上使用手机等便携式电子设备的禁令，改由航空公司对便携式电子设备的影响进行评估，届时中华人民共和国籍航空公司执飞的航班可以开启飞行模式。。
2018年1月，中国民航局发布《机上便携式电子设备（PED）使用评估指南》，该指南规定在空中使用手机时须关闭蜂窝移动通信功能。同年1月17日，中国东方航空和海南航空先后宣布对使用飞行模式的便携式电子设备解禁，但当晚21时许从海口飞往北京的海南航空7781号班机率先开放飞行模式使用，东航班机（仅限总公司执飞的航班）则自1月18日零时起对飞行模式解禁。中国南方航空也于1月18日宣布，自1月19日起，搭乘南航实际承运航班的旅客，可在飞行过程中使用可开启飞行模式的便携式电子设备。截至2018年1月21日，已有14家中华人民共和国籍航空公司宣布对飞行模式解禁，分别是海南航空、中国东方航空（东航云南公司于1月20日起解禁）、祥鹏航空、中国南方航空、厦门航空、四川航空、上海航空、首都航空、中国国际航空、春秋航空、山东航空、长龙航空、深圳航空和红土航空。
但是，不具备飞行模式的移动电话等设备在飞行中仍然被禁用，而飞机如果处于低能见度飞行阶段（II 类与III类进近和着陆及低能见度起飞）和飞机疑似受到便携式电子设备干扰的情况，则需要禁止使用。

### 中華民國（台灣）
據交通部民航局在2015年6月23日修正公告、同月25日起實施的《干擾飛航或通訊器材之種類及其使用限制規定》，乘客可在開啟飞行模式時，使用手機等行動裝置，但在起飛與降落階段或低能見度飛行時除外。